# The Avengers (együttes)
A The Avengers egy amerikai punk rock együttes. 1977-ben alakult meg San Franciscóban. "ScAvengers" néven is tevékenykedtek egy ideig.
Négy taggal rendelkeztek: Penelope Houstonnal, Greg Ingrahammel, Joel Readerrel és Luis Iliades-szel. Volt tagok: Danny Furious, Jonathan Postal, Jimmy Wilsey, Brad Kent, Danny Panic. A diszkográfiájuk három válogatáslemezt, két koncertalbumot és két EP-t tartalmaz.

## Diszkográfia
- We Are the One (EP, 1977)
- Avengers (EP, 1979)
- Avengers (1983, válogatáslemez)
- Died for Your Sins (1999, válogatáslemez)
- The American in Me (2004, válogatáslemez)
- Zero Hour (2003, koncertalbum)
- Live at Winterland 1978 (2010, koncertalbum)